# Меркара
Меркара — давньоєгипетський фараон з XIII династії, що недовго правив у часи Другого перехідного періоду десь між 1663 і 1649 роками до нашої ери.
Відомо, що Меркара царював або над Верхнім Єгиптом з Фів, або над Середнім і Верхнім Єгиптом з Мемфісу, оскільки дельта Східного Нілу перебувала під владою XIV династії. На думку єгиптолога Кіма Рихольта, у короткий проміжок часу між 1663 і 1649 роками до нашої ери царювали 17 фараонів XIII династії. 
Власне фараон Меркара згадується в Туринському папірусі у списку правителів, складеному в ранній період правління Рамезидів у часи XIX династії. Згідно з єгиптологом Кімом Рихольтом, туринський папірус подає його преномен у 8-му стовпчику, в 18-ому рядку. Оскільки туринський папірус пошкоджений на ділянці, що охоплює кінець правління XIII династії, то точне хронологічне положення Меркара достеменно невідоме, і дозволяє лише гіпотетичні реконструкції кінця правління XIII династії. За словами Рихольта, він був сорок восьмим правителем династії, тоді як Бейкер і фон Бекерат бачать його сорок сьомим.